# Mario Fani
Mario Fani (Viterbo, 23 ottobre 1845 – Livorno, 4 ottobre 1869) è stato un politico italiano, protagonista del movimento cattolico nazionale.

## Biografia

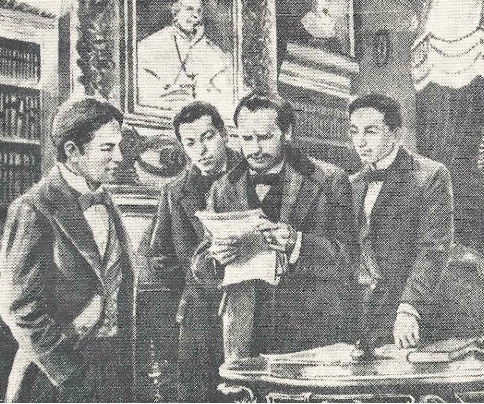
Mario Fani e Giovanni Acquaderni riuniti in casa dei fratelli Malvezzi a Bologna mettono a punto il programma della nascente «Società della Gioventù Cattolica» (1868), poi Azione Cattolica.

Nato da una nobile famiglia viterbese, compie gli studi presso i Benedettini di San Paolo. Fonda il Circolo Santa Rosa e, a seguito dei contatti con il conte dottor Giovanni Acquaderni, nel 1867 costituisce la Società della Gioventù Cattolica Italiana. Il 2 maggio 1868 Pio IX approva la costituzione della società, considerata il nucleo originale dell'Azione Cattolica, con il breve pontificio Dum filii Belial.
 Lo stesso anno Fani propone (e ottiene) l'aggiunta dell'aggettivo Italiana alla denominazione della Società giovanile da lui cofondata con Giovanni Acquaderni.
Nel 1869, mentre è in vacanza a Livorno, si getta in acqua per salvare un bagnante in pericolo. Proprio in seguito a questo atto contrae una grave malattia polmonare che lo conduce in poco tempo alla morte, all'età di 23 anni.

## Intitolazioni
A Roma gli è stata dedicata una via vicino alla Camilluccia, nota a posteriori per essere stata teatro, il 16 marzo 1978, del sequestro di Aldo Moro e del massacro della sua scorta.